# Karl Mayer (Politiker, 1835)
Karl Mayer (* 4. Dezember 1835 in Heilbronn; † 8. Juli 1918 ebenda) war ein deutscher Landwirt (Gutsverwalter) und Politiker (DP).

## Leben
Nach dem Schulbesuch in Heilbronn absolvierte Mayer eine landwirtschaftliche Ausbildung und besuchte 1853 bis 1856 einen dreijährigen Lehrkurs an der Ackerbauschule Hohenheim. Danach war er mehrere Jahre Verwalter auf Gütern im Königreich Hannover. 1869 wurde er landwirtschaftlicher Inspektor der Zuckerfabrik Heilbronn, der sich u. a. mit der Verwaltung der von der Zuckerfabrik gepachteten Gutshöfe in Bonfeld und Fürfeld beschäftigte. Ab 1891 war er landwirtschaftlicher Direktor der Zuckerfabrik, was er bis 1901 blieb.
Als „einer der führenden Agrarfunktionäre Württembergs“ war Mayer Mitglied zahlreicher Gremien und Vereine vornehmlich im Bereich der Landwirtschaft. So war er 1872 bis 1910 im Vorstand des Landwirtschaftlichen Bezirksvereins Heilbronn, 1880 bis 1895 Mitglied des württembergischen Eisenbahnrats und 1892 bis 1910 Mitglied der Zentralstelle für Landwirtschaft.
In der Politik war Mayer als Mitglied der nationalliberalen Deutschen Partei aktiv. Bei der württembergischen Landtagswahl 1889 verzichtete er noch auf eine Kandidatur (im Wahlkreis Heilbronn Amt), ging dann aber in die Kommunalpolitik und war 1892 bis 1895 Mitglied des Heilbronner Bürgerausschusses, 1895 bis 1901 Mitglied des Heilbronner Gemeinderats. Eine Reichstags-Kandidatur im Wahlkreis Württemberg 3: Brackenheim, Heilbronn, Besigheim, Neckarsulm führte bei der Reichstagswahl 1893 nicht zum Erfolg; gewählt wurde in der Stichwahl am 24. Juni 1893 Martin Haag von der Volkspartei. Eine Landtags-Kandidatur im Wahlkreis Heilbronn Amt führte 1895 ebenso wenig zum Erfolg; gewählt wurde in der Stichwahl am 14. Februar 1895 Robert Münzing ebenfalls von der Volkspartei.
Am 5. Januar 1907 wurde Mayer von König Wilhelm II. zu einem der beiden Vertreter der Landwirtschaft in der Ersten Kammer (Kammer der Standesherren) der Württembergischen Landstände ernannt. Er trat am 7. Februar 1907 in die Kammer ein und gehörte dort der Volkswirtschaftlichen Kommission sowie ab 1908 der Kommission zur Beratung des Gesetzentwurfs betr. die Landwirtschaftskammer an. Am 19. Dezember 1910 legte er sein Mandat aus gesundheitlichen Gründen nieder. Zu seinem Nachfolger ernannte der König Rudolf Ruoff, der am 10. Februar 1911 in die Kammer eintrat.
Mayer war evangelischer Konfession und verheiratet. Sein Sohn Gustav Mayer folgte ihm im Vorstand der Zuckerfabrik Heilbronn.

## Auszeichnungen
- 1901: Ritterkreuz 1. Klasse des Friedrichs-Ordens
- 1910: Ehrenvorsitzender des Landwirtschaftlichen Bezirksverbandes Heilbronn
- Verleihung der Ehrenbezeichnung Ökonomierat
- Silberne Landwirtschaftliche Verdienstmedaille
- Goldene Landwirtschaftliche Verdienstmedaille
- Ritterkreuz des Ordens der Württembergischen Krone